# Krimi.de
Krimi.de ist eine deutsche Krimireihe des Fernsehsenders KiKA. In der Reihe wurden von 2005 bis 2013 Kriminalfälle aus dem Lebensumfeld von Kindern dargestellt, welche unter Mitwirkung von diesen und der Polizei gelöst werden. Die Reihe spielte in den deutschen Städten Erfurt, Hamburg, Jena, Leipzig, Stuttgart und Frankfurt am Main. Die Produktion erfolgt in enger Zusammenarbeit mit der Produktion der ARD-Reihe Tatort.

## Leipzig

### Besetzung
| Darsteller        | Rollenname       | Folgen1 | Bemerkungen                 |
| ----------------- | ---------------- | ------- | --------------------------- |
| Lulu Grimm        | Mandy Grimm      | 1–5     |                             |
| Maximilian Befort | Tom Liebermann   | 1–5     |                             |
| Josef Mattes      | Louis von Eden   | 1–5     |                             |
| Peter Sodann      | Bruno Ehrlicher2 | 1–5     | Hauptkommissar, Opa von Tom |
| Barbara Philipp   | Romy Liebermann  | 1–5     | Mutter von Tom              |
| Gunda Ebert       | Frau Grimm       | 1–2, 5  | Mutter von Mandy            |
| Danne Hoffmann    | Frau von Eden    | 1–2, 5  | Mutter von Louis            |

### Folgen
| Folge | Titel         | Erstausstrahlung  |
| ----- | ------------- | ----------------- |
| 1     | Abgezogen     | 8. März 2005      |
| 2     | Crash         | 15. März 2005     |
| 3     | Brenzlig      | 15. November 2005 |
| 4     | Nur das Beste | 22. November 2005 |
| 5     | Bunte Bonbons | 23. Oktober 2007  |

## Hamburg

### Besetzung
| Darsteller      | Rollenname         | Folgen1 | Bemerkungen       |
| --------------- | ------------------ | ------- | ----------------- |
| Nelia Novoa     | Amelie Weidendorf  | 1–6     |                   |
| Rona Özkan      | Coco Arslan        | 1–6     |                   |
| Vijessna Ferkic | Natascha Jaonzäns2 | 1–6     | Polizeianwärterin |
| Denis Moschitto | Dalim Yilmaz       | 1–6     | Anwalt            |
| Hilmi Sözer     | Erol Arslan        | 1–6     | Vater von Coco    |
| Paula Paul      | Giselle Weidendorf | 1–4     | Mutter von Amelie |
| Peter Jordan    | Hinnerk Weidendorf | 1–6     | Vater von Amelie  |
| Noah Thomas     | Emile Weidendorf   | 4, 6    | Bruder von Amelie |

### Folgen
| Folge | Titel               | Erstausstrahlung  |
| ----- | ------------------- | ----------------- |
| 1     | Unter Druck         | 27. Dezember 2006 |
| 2     | Netzpiraten         | 28. Dezember 2006 |
| 3     | Die Gang            | 15. Oktober 2007  |
| 4     | Das Klaukind        | 18. Oktober 2007  |
| 5     | Coco unter Verdacht | 14. Oktober 2009  |
| 6     | Finderlohn          | 21. Oktober 2009  |

## Jena

### Besetzung
| Darsteller        | Rollenname      | Folgen1 | Bemerkungen                         |
| ----------------- | --------------- | ------- | ----------------------------------- |
| David Bode        | Ben Vormann     | 1–3     |                                     |
| Miriam Schweiger  | Sophie Vormann  | 1–4     |                                     |
| Maximilian Wagner | Jojo            | 1–4     |                                     |
| Andreas Patton    | Ralf Vormann    | 1–4     | Kommissar, Vater von Ben und Sophie |
| Isabel Hindersin  | Melanie Vormann | 1–3     | Mutter von Ben und Sophie           |

### Folgen
| Folge | Titel                   | Erstausstrahlung |
| ----- | ----------------------- | ---------------- |
| 1     | Bitte recht freundlich! | 2. Oktober 2007  |
| 2     | Gefährliche Verabredung | 8. Oktober 2007  |
| 3     | Katzenauge              | 22. Oktober 2007 |
| 4     | Level 3                 | 4. November 2009 |

## Erfurt

### Besetzung
| Darsteller                | Rollenname           | Folgen1 | Bemerkungen |
| ------------------------- | -------------------- | ------- | ----------- |
| Stefan Tetzlaff           | Lukas Ackermann      | 1–13    |             |
| Mathilde Bundschuh        | Julia Romanescu      | 1–9, 11 |             |
| Constantin von der Decken | Konrad 'Conny' Lange | 1–13    |             |
| Dominique Horwitz         | Herr Meininger       | 1–13    | Kommissar   |

### Folgen
| Folge | Titel          | Erstausstrahlung   |
| ----- | -------------- | ------------------ |
| 1     | Flinke Finger  | 3. Oktober 2007    |
| 2     | Kein zurück    | 16. Oktober 2007   |
| 3     | Ausgeliefert   | 24. Oktober 2007   |
| 4     | Chatgeflüster  | 3. November 2008   |
| 5     | Nebenan        | 10. November 2008  |
| 6     | Rechte Freunde | 11. November 2009  |
| 7     | Filmriss       | 18. November 2009  |
| 8     | Schuldig       | 14. Mai 2011       |
| 9     | Muskelspiele   | 15. Mai 2011       |
| 10    | Missbraucht    | 10. Februar 2012   |
| 11    | Falsche Liebe  | 5. Oktober 2012    |
| 12    | Einer von uns  | 7. April 2013      |
| 13    | Lebensmüde     | 20. September 2013 |

## Stuttgart

### Besetzung
| Darsteller         | Rollenname              | Folgen1 | Bemerkungen            |
| ------------------ | ----------------------- | ------- | ---------------------- |
| Jette Hering       | Klara Stolz             | 1       |                        |
| Jeremy Mockridge   | Tim Mederling           | 1       |                        |
| Liam Mockridge     | Max Mederling           | 1       |                        |
| Richy Müller       | Torsten Lannert2        | 1       | Hauptkommissar         |
| Thomas Heinze      | Prof. Dr. Gerhard Stolz | 1       | Vater von Klara        |
| Heike Koslowski    | Dr. Karin Stolz         | 1       | Mutter von Klara       |
| Gruschenka Stevens | Lena Mederling          | 1       | Mutter von Tim und Max |

### Folgen
| Folge | Titel       | Erstausstrahlung |
| ----- | ----------- | ---------------- |
| 1     | Netzangriff | 26. März 2010    |

## Frankfurt am Main

### Besetzung
| Darsteller        | Rollenname     | Folgen1 | Bemerkungen                  |
| ----------------- | -------------- | ------- | ---------------------------- |
| Mala Emde         | Ronja Sarbach  | 1–3     |                              |
| Sean Bishop       | Jay Jay Nkruma | 1–3     |                              |
| Franz Schönberger | Alex Vogel     | 1–3     |                              |
| Jasmin Schwiers   | Eva Lorenz     | 1–3     | Polizistin                   |
| Patrick Dewayne   | Anthony Nkruma | 1–3     | Polizist, Bruder von Jay Jay |
| Anke Sevenich     | Cordula Vogel  | 1–3     | Mutter von Alex              |
| Rainer Ewerrien   | Norbert Vogel  | 1–3     | Vater von Alex               |

### Folgen
| Folge | Titel      | Erstausstrahlung |
| ----- | ---------- | ---------------- |
| 1     | Der Zeuge  | 14. Mai 2011     |
| 2     | Eigentor   | 15. Mai 2011     |
| 3     | Ehrensache | 5. April 2013    |

## Gesamtepisodenliste

### Staffel 1
| Folgen (Gesamt) | Folgen (Staffel) | Titel     | Team    | Erstausstrahlung |
| --------------- | ---------------- | --------- | ------- | ---------------- |
| 1               | 1                | Abgezogen | Leipzig | 8. März 2005     |
| 2               | 2                | Crash     | Leipzig | 15. März 2005    |

### Staffel 2
| Folgen (Gesamt) | Folgen (Staffel) | Titel         | Team    | Erstausstrahlung  |
| --------------- | ---------------- | ------------- | ------- | ----------------- |
| 3               | 1                | Brenzlig      | Leipzig | 15. November 2005 |
| 4               | 2                | Nur das Beste | Leipzig | 22. November 2005 |

### Staffel 3
| Folgen (Gesamt) | Folgen (Staffel) | Titel       | Team    | Erstausstrahlung  |
| --------------- | ---------------- | ----------- | ------- | ----------------- |
| 5               | 1                | Unter Druck | Hamburg | 27. Dezember 2006 |
| 6               | 2                | Netzpiraten | Hamburg | 28. Dezember 2006 |

### Staffel 4
| Folgen (Gesamt) | Folgen (Staffel) | Titel                   | Team    | Erstausstrahlung |
| --------------- | ---------------- | ----------------------- | ------- | ---------------- |
| 7               | 1                | Bitte recht freundlich! | Jena    | 2. Oktober 2007  |
| 8               | 2                | Flinke Finger           | Erfurt  | 3. Oktober 2007  |
| 9               | 3                | Gefährliche Verabredung | Jena    | 8. Oktober 2007  |
| 10              | 4                | Die Gang                | Hamburg | 15. Oktober 2007 |
| 11              | 5                | Kein zurück             | Erfurt  | 16. Oktober 2007 |
| 12              | 6                | Das Klaukind            | Hamburg | 18. Oktober 2007 |
| 13              | 7                | Katzenauge              | Jena    | 22. Oktober 2007 |
| 14              | 8                | Bunte Bonbons           | Leipzig | 23. Oktober 2007 |
| 15              | 9                | Ausgeliefert            | Erfurt  | 24. Oktober 2007 |

### Staffel 5
| Folgen (Gesamt) | Folgen (Staffel) | Titel         | Team   | Erstausstrahlung  |
| --------------- | ---------------- | ------------- | ------ | ----------------- |
| 16              | 1                | Chatgeflüster | Erfurt | 3. November 2008  |
| 17              | 2                | Nebenan       | Erfurt | 10. November 2008 |

### Staffel 6
| Folgen (Gesamt) | Folgen (Staffel) | Titel               | Team      | Erstausstrahlung  |
| --------------- | ---------------- | ------------------- | --------- | ----------------- |
| 18              | 1                | Coco unter Verdacht | Hamburg   | 14. Oktober 2009  |
| 19              | 2                | Finderlohn          | Hamburg   | 21. Oktober 2009  |
| 20              | 3                | Level 3             | Jena      | 4. November 2009  |
| 21              | 4                | Rechte Freunde      | Erfurt    | 11. November 2009 |
| 22              | 5                | Filmriss            | Erfurt    | 18. November 2009 |
| 23              | 6                | Netzangriff         | Stuttgart | 26. März 2010     |

### Staffel 7
| Folgen (Gesamt) | Folgen (Staffel) | Titel        | Team              | Erstausstrahlung |
| --------------- | ---------------- | ------------ | ----------------- | ---------------- |
| 24              | 1                | Schuldig     | Erfurt            | 14. Mai 2011     |
| 25              | 2                | Der Zeuge    | Frankfurt am Main | 14. Mai 2011     |
| 26              | 3                | Muskelspiele | Erfurt            | 15. Mai 2011     |
| 27              | 4                | Eigentor     | Frankfurt am Main | 15. Mai 2011     |

### Staffel 8
| Folgen (Gesamt) | Folgen (Staffel) | Titel         | Team   | Erstausstrahlung |
| --------------- | ---------------- | ------------- | ------ | ---------------- |
| 28              | 1                | Missbraucht   | Erfurt | 10. Februar 2012 |
| 29              | 2                | Falsche Liebe | Erfurt | 5. Oktober 2012  |

### Staffel 9
| Folgen (Gesamt) | Folgen (Staffel) | Titel         | Team              | Erstausstrahlung   |
| --------------- | ---------------- | ------------- | ----------------- | ------------------ |
| 30              | 1                | Ehrensache    | Frankfurt am Main | 5. April 2013      |
| 31              | 2                | Einer von uns | Erfurt            | 7. April 2013      |
| 32              | 3                | Lebensmüde    | Erfurt            | 20. September 2013 |

## DVDs
| Titel                               | Erscheinungsdatum | Spieldauer  | Anzahl Discs |
| ----------------------------------- | ----------------- | ----------- | ------------ |
| KI.KA-Krimi.de – Abgezogen          | 24. März 2006     | 45 Minuten  | 1            |
| KI.KA-Krimi.de – Brenzlig           | 28. Apr. 2006     | 45 Minuten  | 1            |
| KI.KA-Krimi.de – Crash              | 24. März 2006     | 45 Minuten  | 1            |
| KI.KA-Krimi.de – Nur das Beste      | 28. Apr. 2006     | 45 Minuten  | 1            |
| Krimi.de – Staffel 1–5/Folgen 1–17  | 27. März 2015     | 765 Minuten | 4            |
| Krimi.de – Staffel 6–9/Folgen 18–32 | 27. März 2015     | 675 Minuten | 4            |

## Auszeichnungen
- 2005
  - Emil für Folge 1: Abgezogen
- 2007
  - Emil für Folge 5: Unter Druck
  - Goldener Spatz für Bunte Bonbons
- 2008
  - Goldener Spatz für Flinke Finger
  - Erich Kästner-Fernsehpreis für Kein Zurück
  - Prix Jeunesse International für Unter Druck
- 2009
  - Goldener Spatz für Chatgeflüster
  - Emil für Folge 16: Chatgeflüster
- 2010
  - Robert-Geisendörfer-Preis für Folge 21 Rechte Freunde für Christoph Eichhorn (Kategorie Kinderprogramme)
  - Rose d’Or in der Kategorie Children & Youth für Folge 23: Netzangriff